# Rózsáságú korallgomba
A rózsáságú korallgomba (Ramaria botrytis) a Gomphaceae családba tartozó, Eurázsiában, Észak-Afrikában és Észak-Amerikában elterjedt, savanyú talajú lomberdőkben élő, ehető gombafaj. 

## Megjelenése
A rózsáságú korallgomba termőteste 5-15 (20) cm magas, 4-15 cm széles, sűrűn, korallszerűen elágazó, némileg karfiolszerű benyomást kelt. Az ágak rövidek, vastagok, ráncosak, többszörösen elágazók. Színük fehéres vagy sárgás, a többcsúcsú ágvégek fiatalon rózsásak, vörösesek, idősen kifakulnak. A termőréteg az ágak végét borítja.
Tönkszerű, vaskos alja 2-5 cm-es. Színe fehéres, sárgás. Szaga és íze kellemes. Idősen íze kesernyés lesz, különösen az ágvégeken.
Húsa alul fehéres, márványozott.
Spórapora halványsárga. Spórája elliptikus vagy hengeres, felülete hosszában bordázott, mérete 15-17 x 4,5-7,5 µm.

### Hasonló fajok
A mérgező cifra korallgomba rózsaszínes vagy halványnarancs színű, ágai jóval keskenyebbek és inkább felfelé állnak. 

## Elterjedése és termőhelye
Eurázsiában, Észak-Afrikában és Észak-Amerikában honos. Magyarországon nem gyakori.
Savanyú talajú lomberdőkben, főleg bükkösökben él. Júniustól októberig terem. 
Ehető, de az idős példányok kesernyés ágvégeit ajánlott eltávolítani. 

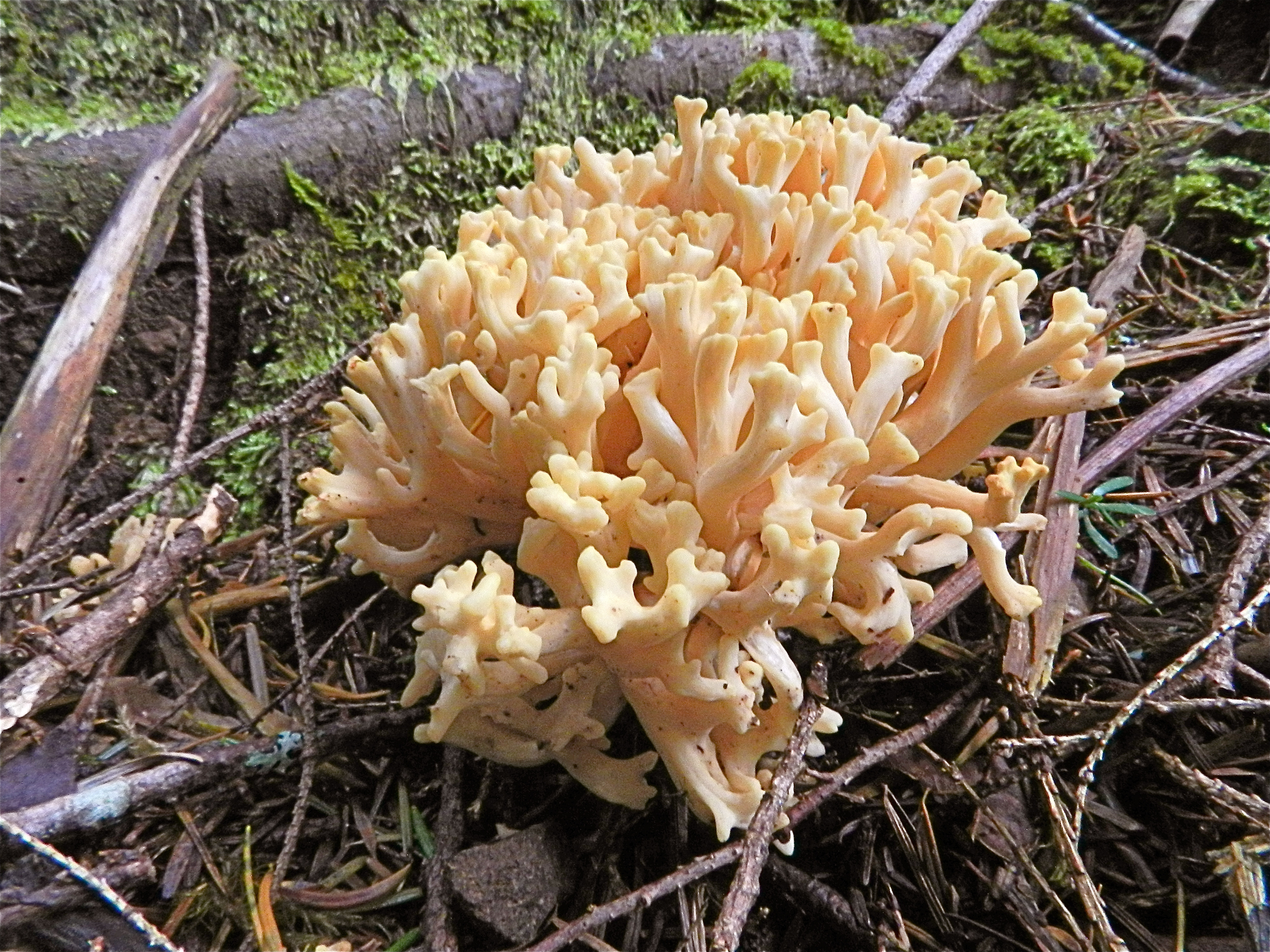
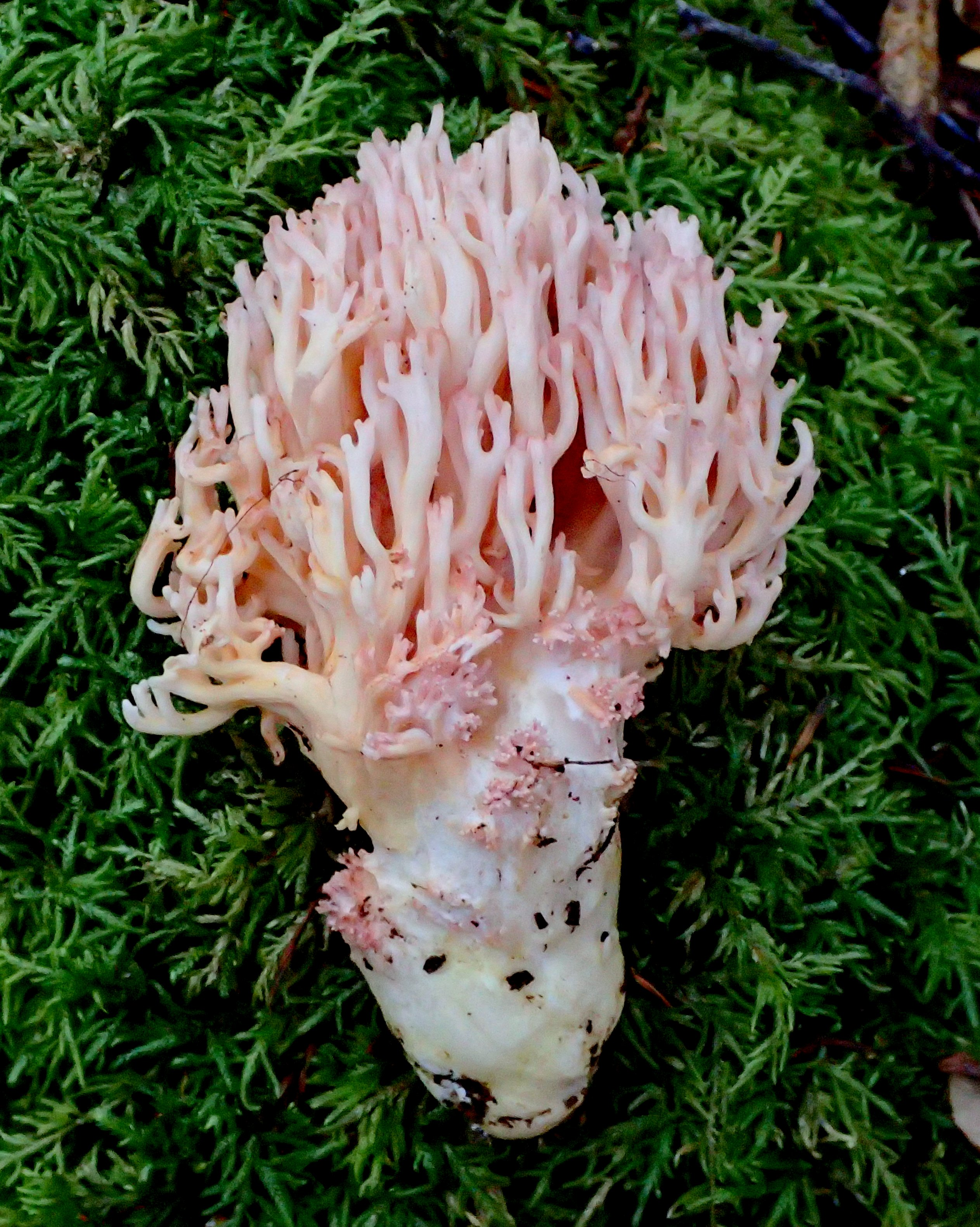
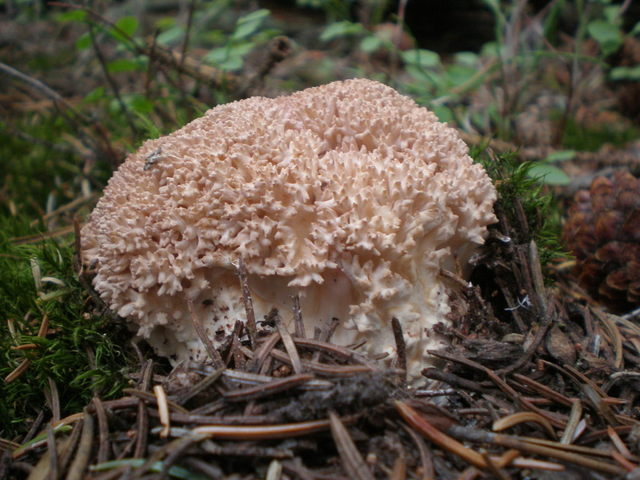
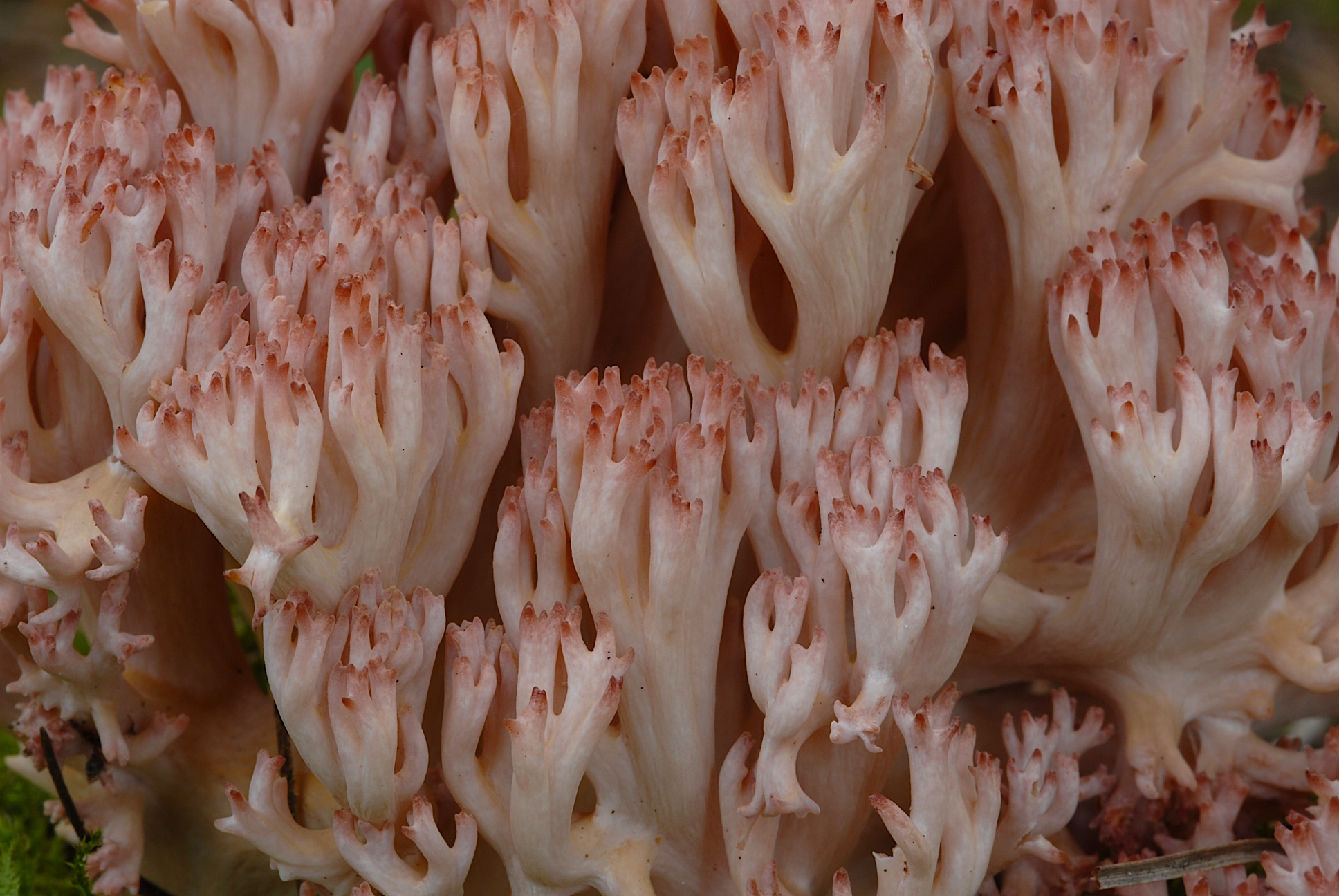
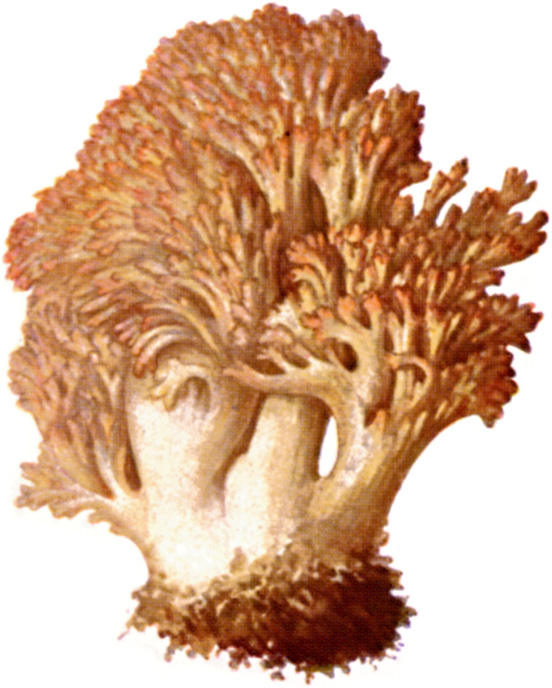